# Campionati mondiali di sollevamento pesi 2022 - 49 kg femminile
Le gare di sollevamento pesi della categoria fino a 49 kg femminile — pesi gallo — dei campionati mondiali del 2022 si sono svolte dal 5 al 6 dicembre 2022 a Bogotà presso la Gran Carpa Américas Corferias.

## Programma
L'orario indicato corrisponde a quello colombiano (UTC-05:00)
| Data            | Orario | Evento   |
| --------------- | ------ | -------- |
| 5 dicembre 2022 | 11:30  | Gruppo D |
| 5 dicembre 2022 | 14:00  | Gruppo C |
| 6 dicembre 2022 | 14:00  | Gruppo B |
| 6 dicembre 2022 | 16:30  | Gruppo A |

## Medagliate
Per ciascun esercizio, le prime tre classificate sono le seguenti:
| Esercizio | Oro          | Oro    | Argento        | Argento | Bronzo           | Bronzo |
| --------- | ------------ | ------ | -------------- | ------- | ---------------- | ------ |
| Strappo   | Jiang Huihua | 93 kg  | Mihaela Cambei | 90 kg   | Hou Zhihui       | 89 kg  |
| Slancio   | Jiang Huihua | 113 kg | Mirabai Chanu  | 113 kg  | Hayley Reichardt | 110 kg |
| Totale    | Jiang Huihua | 206 kg | Mirabai Chanu  | 200 kg  | Hou Zhihui       | 198 kg |

## Record
Prima di questa competizione, i record mondiali esistenti erano i seguenti:
| Record mondiale | Strappo | Hou Zhihui            | 96 kg  | Tashkent, Uzbekistan | 17 aprile 2021 |
| Record mondiale | Slancio | Saikhom Mirabai Chanu | 119 kg | Tashkent, Uzbekistan | 17 aprile 2021 |
| Record mondiale | Totale  | Hou Zhihui            | 213 kg | Tashkent, Uzbekistan | 17 aprile 2021 |

## Risultati
| Pos. | Atleta                        | Gr. | Peso atleta | Strappo (kg) | Strappo (kg) | Strappo (kg) | Strappo (kg) | Slancio (kg) | Slancio (kg) | Slancio (kg) | Slancio (kg) | Totale |
| Pos. | Atleta                        | Gr. | Peso atleta | 1            | 2            | 3            | Pos.         | 1            | 2            | 3            | Pos.         | Totale |
| ---- | ----------------------------- | --- | ----------- | ------------ | ------------ | ------------ | ------------ | ------------ | ------------ | ------------ | ------------ | ------ |
|      | Jiang Huihua (CHN)            | A   | 48.60       | 88           | 91           | 93           |              | 110          | 113          | 120          |              | 206    |
|      | Saikhom Mirabai Chanu (IND)   | A   | 49.00       | 84           | 87           | 87           | 5            | 111          | 111          | 113          |              | 200    |
|      | Hou Zhihui (CHN)              | A   | 48.30       | 86           | 89           | 92           |              | 106          | 109          | —            | 4            | 198    |
| 4    | Mihaela Cambei (ROU)          | A   | 47.30       | 86           | 89           | 90           |              | 104          | 107          | 108          | 8            | 194    |
| 5    | Hayley Reichardt (USA)        | A   | 49.00       | 81           | 83           | 84           | 8            | 104          | 107          | 110          |              | 194    |
| 6    | Nina Sterckx (BEL)            | A   | 48.80       | 85           | 88           | 89           | 4            | 104          | 109          | 109          | 7            | 193    |
| 7    | Jourdan Delacruz (USA)        | A   | 49.00       | 84           | 86           | 86           | 6            | 105          | 105          | 109          | 5            | 191    |
| 8    | Natasha Rosa Figueiredo (BRA) | A   | 48.90       | 83           | 86           | 86           | 9            | 104          | 107          | 108          | 6            | 187    |
| 9    | Yesica Hernández (MEX)        | B   | 48.80       | 78           | 80           | 82           | 10           | 102          | 102          | 106          | 9            | 184    |
| 10   | Phạm Đình Thi (VIE)           | B   | 48.90       | 78           | 80           | 82           | 14           | 97           | 100          | 102          | 10           | 182    |
| 11   | Katherin Echandia (VEN)       | A   | 48.60       | 80           | 80           | 80           | 17           | 102          | 105          | 105          | 11           | 182    |
| 12   | Giulia Imperio (ITA)          | B   | 48.90       | 80           | 80           | 80           | 16           | 97           | 101          | 105          | 12           | 181    |
| 13   | Lovely Inan (PHI)             | B   | 49.00       | 78           | 81           | 81           | 19           | 100          | 103          | 105          | 14           | 178    |
| 14   | Andrea de la Herrán (MEX)     | B   | 48.90       | 81           | 81           | 81           | 12           | 95           | 100          | 100          | 20           | 176    |
| 15   | Windy Cantika Aisah (INA)     | B   | 48.90       | 80           | 80           | 84           | 15           | 96           | 96           | —            | 16           | 176    |
| 16   | Ibuki Takahashi (JPN)         | D   | 49.00       | 70           | 74           | 77           | 22           | 90           | 95           | 100          | 13           | 174    |
| 17   | Rosegie Ramos (PHI)           | B   | 48.90       | 75           | 75           | 75           | 21           | 95           | 100          | —            | 19           | 170    |
| 18   | Shin Jae-gyeong (KOR)         | B   | 48.20       | 75           | 78           | 79           | 20           | 95           | 97           | 98           | 21           | 170    |
| 19   | Oliwia Drzazga (POL)          | C   | 48.70       | 67           | 70           | 72           | 27           | 90           | 92           | 95           | 17           | 167    |
| 20   | Tham Nguyen (IRL)             | C   | 48.90       | 73           | 75           | 75           | 24           | 93           | 93           | 95           | 23           | 166    |
| 21   | Kerlys Montilla (VEN)         | C   | 48.60       | 70           | 73           | 73           | 25           | 88           | 92           | 93           | 24           | 166    |
| 22   | Huang Yi-chen (TPE)           | C   | 48.90       | 70           | 70           | 75           | 31           | 92           | 92           | 96           | 15           | 166    |
| 23   | María Giménez-Güervos (ESP)   | C   | 48.80       | 71           | 71           | 71           | 28           | 91           | 94           | 94           | 22           | 165    |
| 24   | Dika Toua (PNG)               | C   | 49.00       | 67           | 70           | 72           | 30           | 90           | 93           | 95           | 18           | 165    |
| 25   | Noorin Gulam (GBR)            | C   | 49.00       | 67           | 70           | 72           | 26           | 87           | 89           | 90           | 25           | 159    |
| 26   | Yessica Torrez (BOL)          | D   | 48.90       | 63           | 66           | 66           | 33           | 84           | 86           | 88           | 26           | 152    |
| 27   | Mara Strzykala (LUX)          | D   | 48.30       | 64           | 66           | 68           | 32           | 83           | 85           | 87           | 27           | 151    |
| 28   | Omayraliz Ortiz (PUR)         | D   | 48.60       | 58           | 63           | 63           | 34           | 77           | 80           | 82           | 28           | 143    |
| —    | Sanikun Tanasan (THA)         | A   | 48.60       | 85           | 87           | 88           | 7            | 103          | 103          | 103          | —            | —      |
| —    | Dahiana Ortiz (DOM)           | A   | 48.90       | 78           | 82           | 85           | 11           | 103          | 103          | 103          | —            | —      |
| —    | Luiza Dias (BRA)              | B   | 48.50       | 80           | 82           | 83           | 13           | 100          | 100          | 100          | —            | —      |
| —    | Noura Essam (EGY)             | C   | 48.80       | 73           | 76           | 79           | 18           | 91           | 91           | 91           | —            | —      |
| —    | Hannah Kaminski (CAN)         | C   | 49.00       | 73           | 75           | 75           | 23           | 92           | 92           | 92           | —            | —      |
| —    | Rosina Randafiarison (MAD)    | C   | 47.30       | 71           | 75           | 75           | 29           | 91           | 91           | 91           | —            | —      |
| —    | Lin Cheng-jing (TPE)          | B   | 48.50       | 75           | 75           | 75           | —            | —            | —            | —            | —            | —      |
| —    | Rira Suzuki (JPN)             | B   | 46.10       | —            | —            | —            | —            | —            | —            | —            | —            | —      |
| —    | Atenery Hernández (ESP)       | C   | 48.90       | 74           | 74           | 74           | —            | —            | —            | —            | —            | —      |